# Пальцекрылки
Пальцекры́лки, или пальцекрылые, или птерофориды (лат. Pterophoridae) — семейство сумеречных бабочек, отличающихся от других чешуекрылых всегда расправленными плоскими крыльями. В семействе описано около 1200 видов в примерно 90 родах. Большая часть видов живёт на открытых пространствах. Размах крыльев до 45 мм.

## Распространение
В палеарктическом регионе распространены не менее 300 видов, в России и сопредельных из них встречаются около двухсот.

## Описание
Бабочки средних и сравнительно небольших размеров, в длину достигающие 10—40 мм. Пальцекрылок легко можно опознать по следующим характеристикам: узкие лопастные крылья серого или бурого цвета, в покое крылья держатся горизонтально под прямым углом по отношению к телу, тело стройное комарообразное, ноги длинные. Переднее крыло делится на две лопасти, а задние на три, в связи с этим они и принимают образ пятипалых, что очень похоже на лопастные крылья представителей семейства Alucitidae. Но крылья не всех видов расщеплены на пять лопастей, например, у представителей подсемейства Agdistinae лопастей совершенно нет. На задних крыльях некоторых видов присутствует длинная бахрома.
Окраска бабочек бывает разной. Передние крылья перед развилком часто с точками и пятнами различной формы и величины. Задние крылья без рисунка. Бахрома хорошо выражена, на третьей лопасти часто с участками тёмных чешуек.

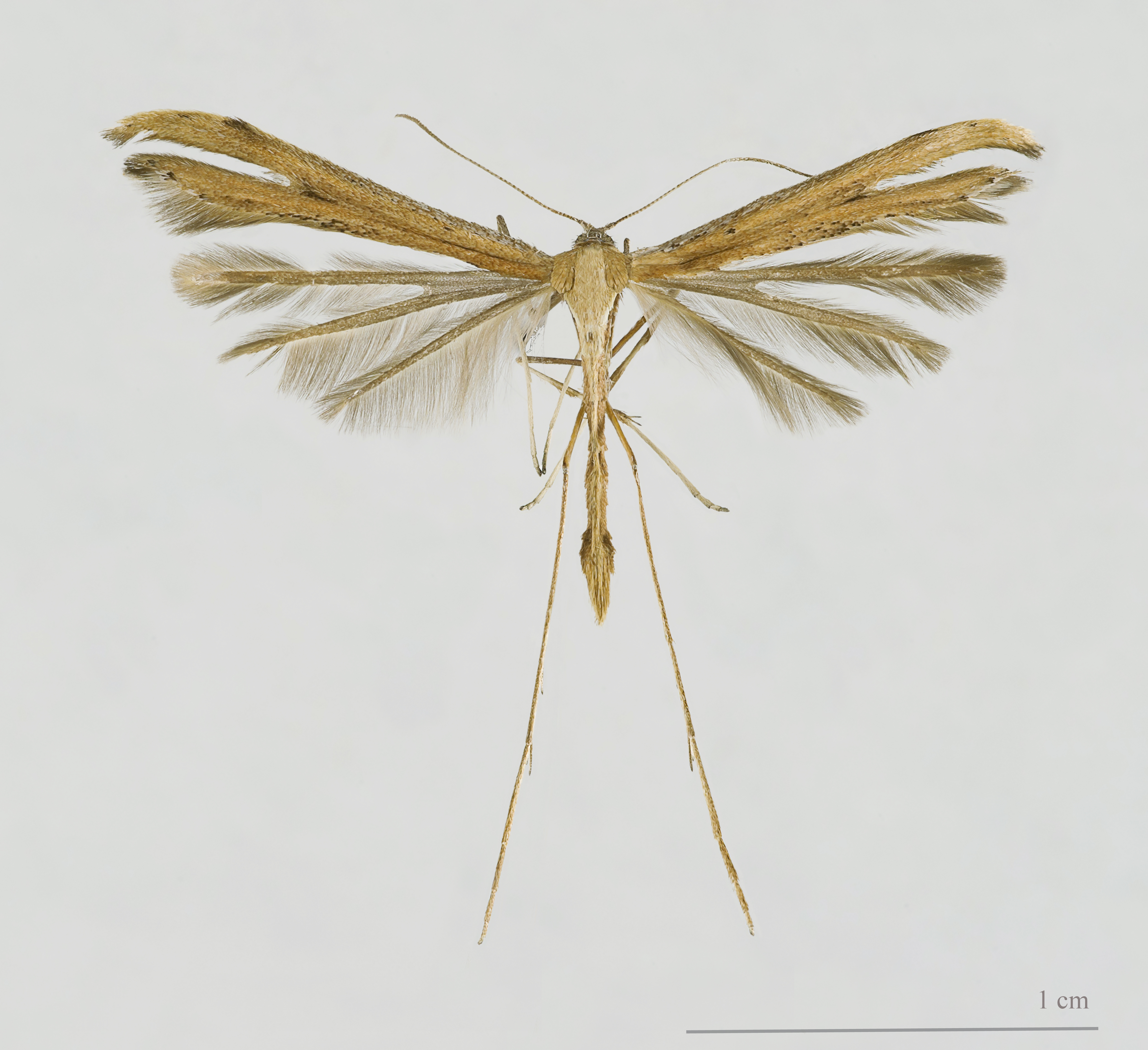
Emmelina monodactyla

## Морфология имаго
Когда бабочки спокойны, их крылья расставлены в стороны, что характерно для многих родов.

### Голова
Голова с прилегающими или торчащими в виде конического пучка чешуйками или волосками. Хоботок и губные щупики развиты, челюстные щупики редуцированы. Усики тонкие, нитевидные, превышают длину передних крыльев.

### Придатки
Ноги длинные, стройные. Голени задних ног с двумя парами шпор; наружные шпоры, как правило, короче внутренних, а задние короче средних. У некоторых видов вершинные бёдра, голени задних ног, особенно в основании шпор, утолщены и покрыты пигментироваными чешуйками.

### Брюшко
Брюшко тонкое, длинное, иногда бывает с рисунком в виде точек или полос. Тимпанального органа нет.

### Крылья
Передние крылья расщеплены на два, задние — на три лопасти. У некоторых тропических и южно-палеарктических родах передние крылья расщеплены на три лопасти. У представителей подсемейства Agdistinae крылья цельные, узкие, вытянутые.

#### Жилкование крыльев
Нижняя сторона задних крыльев с рядами специализированных игловидных чешуек различной длины и цвета, которые расположены на Cu, R—Cu ячейках и далее проходящих по M3, Cu1, Cu2. Френуллум у самок простой или двойной. В жилковании передних крыльев все ветви R располагаются в первой лопасти R3 и R4 на общем столбе, реже отдельные, хорошо выраженные (Agdistinae) либо слабо выраженные, короткие. R5 иногда слита с R5—R4. Во вторую лопасть входят ветви M3, Cu1 и Cu2; A1 и общий ствол A2+3 хорошо выражены. Задние крылья в первой лопасти с жилками Sc и R, вторая — с M3 и Cu1, реже с Cu2, третья — с A1, реже с A2.

## Этология и место обитания
Большая часть пальцекрылок — обитатели открытых просторов: полей, степей и полупустынь. Строго лесных видов насчитывает единицы. Гусеницы почти каждого вида развиваются на травянистых и сорных растениях произрастающих на лугах, полянах и лесных опушках.
По мере продвижения на север пальцекрылки освоили даже тундры. Российский энтомолог Алексей Константинович Загуляев описал новый вид на острове Врангеля, который находится в Северном Ледовитом океане.
Летают пальцекрылки на протяжении всего тёплого времени года, но у каждого вида сроки лёта различны.

### Питание
Гусеницы пальцекрылок скатывают листья или живут в стволах множества травянистых растений. Взрослые особи питаются нектарами и пыльцой травянистых растений.
Установлено, что большая часть пальцекрылок Дагестана являются не специализированными на пищевых растениях и являются олигофагами и составляют 57,3 %, а также полифаги 13,3 % и монофагами 28,9 %.

### Развитие

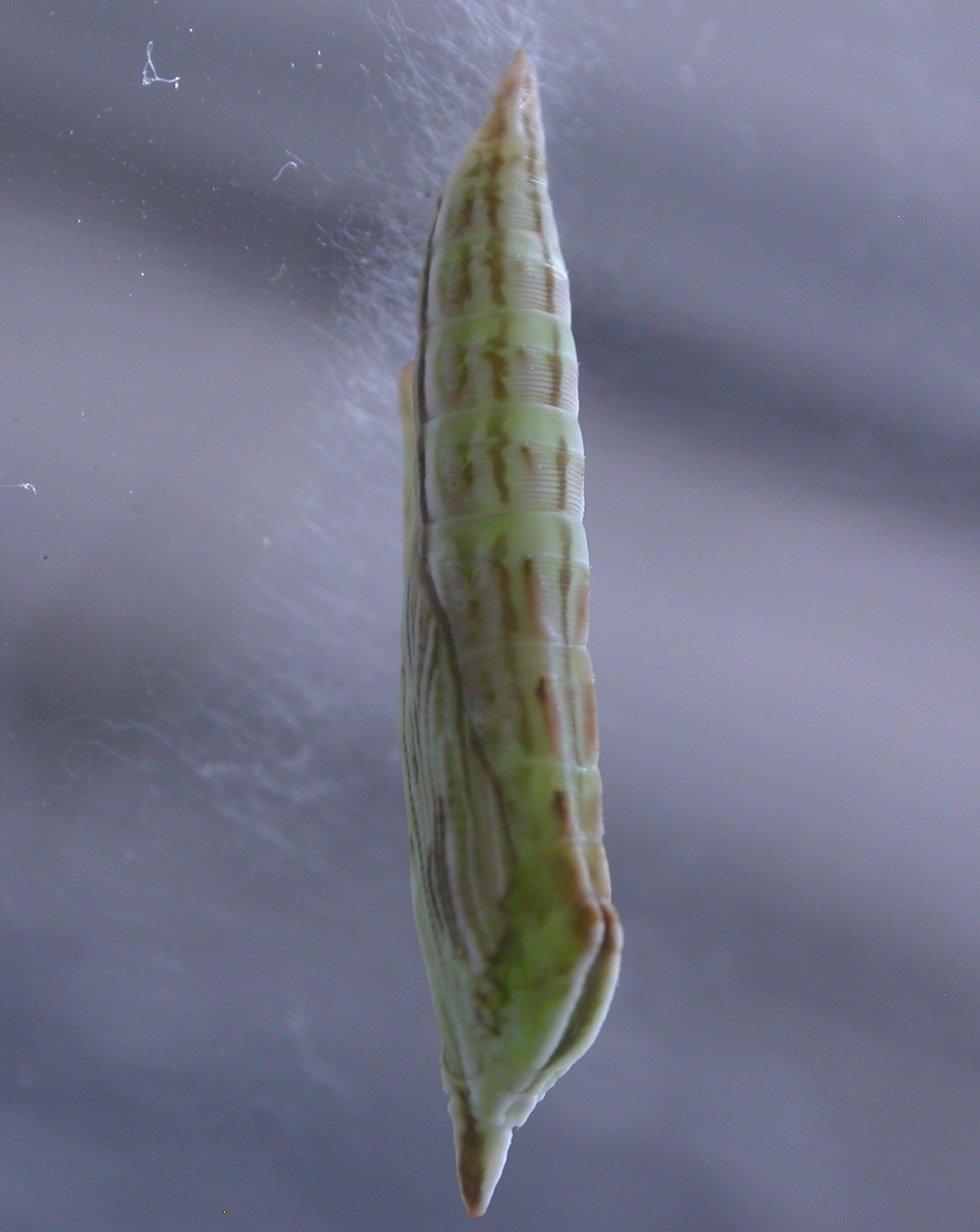
Куколка Platyptilia tetradactyla (Pterophorinae: Platyptilini)

Некоторые виды зимуют во взрослом состоянии, и поэтому они могут встречаться и ранней весной.
- Яйцо сетчатое, овальное или эллиптическое, блестящее, белое или бледно-жёлтое. В длину 0,4 мм[8].
- Гусениц можно определить по тонким шёлкообразным прлегам и напухшим щетинкам. Окончательно подросшая гусеница в длину 10 мм[8].
- Куколка часто не в коконе. Варьируются между яркой и коричневой окраской, иглообразная и в длину 10 мм[8].
- Взрослые особи достигают 13—41 мм[6] в размахе, имеют всё время распахнутые крылья и длинные ноги[8].

## Распространение
Распространены повсеместно почти во всех зоографических регионах планеты. В Европе обитают 184 вида, а в России, включая азиатскую часть, всего около 150 видов пальцекрылок. Но на сегодняшний день в Ярославской области известно 22 вида, хотя число не является окончательным, и на территории Ярославля и в определённых регионах могут быть открыты новые виды. В Северной Америке описано 159 видов.

## Пальцекрылки и человек
Экономически важные пальцекрылки: артишоковая пальцекрылка (Platyptilia carduidactyla), паразит артишока (Cynara cardunculus) в Калифорнии; гераниевая пальцекрылка (Platyptilia pica) и львинозевовая пальцекрылка (Stenoptilodes antirrhina), наносящие вред декоративным растениям, чаще всего, зональной пеларгонии (Pelargonium x hortorum) и львиному зеву (Antirrhinum majus). Некоторые пальцекрылки используются как биологические агенты по контролю сорных растений, это пальцекрылка Lantanophaga pusillidactyla паразитирует на лантане шиповатой (Lantana camara) и Oidaematophorus beneficus на посконнике береговом (Eupatorium riparium).
Особая внешность пальцекрылок издавна привлекала внимание специалистов, и поэтому они лучше изучены.

## Классификация
- Agdistinae
  - Agdistis
- Deuterocopinae
  - Deuterocopus — Heptaloba — Hexadactilia — Leptodeuterocopus
- Macropiratidae
  - Agdistopis — Macropiratis
- Ochyroticinae
  - Ochyrotica
- Pterophorinae
  - Calyciphora — Chocophorus — Cnaemidophorus — Cosmoclostis — Diacrotricha — Hellinsia — Imbophorus — Merrifieldia — Oirata — Patagonophorus — Porrittia — Pterophorus — Septuaginta — Singularia — Tabulaephorus — Wheeleria

## Заметки
1. 1 2 3 4 5 6 7 8  Бабочки Крыма Lepidoptera of Crimea Клепиков М. А. Пальцекрылки  (недоступная ссылка с 06-11-2013 [4272 дня])
2. ↑  Пальцекрылки // Большая советская энциклопедия : [в 30 т.] / гл. ред.  А. М. Прохоров. — 3-е изд. — М. : Советская энциклопедия, 1969—1978.
3. 1 2 3 4 5 6 7 8 9  Кирпичникова В.А., Львовский А.Л., Омелько М.М. Пономаренко М.Г., Синёв С.Ю. и др. 2 // Определитель насекомых Дальнего Востока России. Ручейники и чешуекрылые / Лер П. А.. — Владивосток: «Дальнаука», 1999. — Т. V. — С. 519—572. — 556 с. — ISBN 5-7442-0910-7.
4. ↑  [www.diclib.com/cgi-bin/d1.cgi?l=ru&base=bse&page=showid&id=52090 www.diclib.com]
5. ↑  staraiaizba.ru (недоступная ссылка)
6. 1 2 3  BugGuide. Дата обращения: 14 августа 2009. Архивировано 17 августа 2009 года.
7. ↑  БИОТОПИЧЕСКАЯ ПРИУРОЧЕННОСТЬ И ПИЩЕВЫЕ СВЯЗИ ПАЛЬЦЕКРЫЛОК (LEPIDOPTERA, PTEROPHORIDAE) ФАУНЫ ДАГЕСТАНА ПОВОЛЖСКИЙ ЭКОЛОГИЧЕСКИЙ ЖУРНАЛ. 2007. № 2. С. 124—129.
8. 1 2 3 4  CATERPILLARS Plume Moths DESCRIPTION. Дата обращения: 14 августа 2009. Архивировано 9 апреля 2009 года.
9. ↑  MDA (1980)